# Ernst Wedell-Wedellsborg
Ernst Gustav baron Wedell-Wedellsborg (født 5. februar 1901 i København, død 24. november 1983 sammesteds) var en dansk arkitekt og yachtkonstruktør, far til Ebbe Wedell-Wedellsborg.
Han var søn af oberst og kammerherre Gustav Wedell-Wedellsborg og dennes anden hustru Olga Vett, som var datter af grosserer Emil Vett og arving til Magasin du Nord (Th. Wessel & Vett). Fra 1942 sad Ernst Wedell-Wedellsborg i bestyrelsen for Th. Wessel & Vett.
Wedell-Wedellsborg var medlem af Kongelig Dansk Yachtklub og blev en kendt konstruktør af yachter. Han tegnede to 6-meter-både, hvoraf den første i 1936 blev udstillet i Forum. En kreds af medlemmer af Kongelig Dansk Yachtklub bestilte i 1935 tegningerne til en ny konstruktion, som blev hans mest udbredte. Konstruktionen blev bestilt som en entypebåd, og Wedell-Wedellsborg kaldte den W-Baaden efter sit efternavn. 1936-37 tegnede han kong Christian X's nye yacht Rita VI og havde en række opgaver for andre velbeslåede og kendte kunder.
Wedell-Wedellsborg slog sig senere ned på Thurø, hvor han designede bl.a. nogle 5,5-meter-både. Hans sidste større opgave var den 60-fods Niravana, som værftsejer Aage Walsted i 1962 søsatte.
I 1937 bidrog Wedell-Wedellsborg til udstillingen Bolig-Byen i Forum, men hans bidrag er gået tabt. I 1952-56 tegnede han 15 tapeter i abstrakte mønstre for Tapetfabrikken Fiona, som han måske er kommet i forbindelse med ved et sejlerstævne i Faaborg. I 1957 deltog han i Fionas konkurrence om nye tapeter. Hans kunstnertapeter kendetegnes ved legende optiske effekter.
31. marts 1931 ægtede han i Garnisonskirken i Oslo Gudrun Bruusgaard (4. oktober 1904 i Oslo - 14. april 2003), datter af professor i medicin Johan Gustav Edvin Bruusgaard og Ingeborg født Hee.